# Allarmont
Allarmont és un municipi francès, situat al departament dels Vosges i a la regió del Gran Est. L'any 2007 tenia 246 habitants.

## Demografia

### Població
El 2007 la població de fet d'Allarmont era de 246 persones. Hi havia 100 famílies, de les quals 36 eren unipersonals (24 homes vivint sols i 12 dones vivint soles), 40 parelles sense fills, 16 parelles amb fills i 8 famílies monoparentals amb fills.
La població ha evolucionat segons el següent gràfic:
Habitants censats

### Habitatges
El 2007 hi havia 220 habitatges, 107 eren l'habitatge principal de la família, 98 eren segones residències i 15 estaven desocupats. 192 eren cases i 27 eren apartaments. Dels 107 habitatges principals, 78 estaven ocupats pels seus propietaris, 27 estaven llogats i ocupats pels llogaters i 2 estaven cedits a títol gratuït; 5 tenien dues cambres, 11 en tenien tres, 30 en tenien quatre i 61 en tenien cinc o més. 88 habitatges disposaven pel capbaix d'una plaça de pàrquing. A 63 habitatges hi havia un automòbil i a 31 n'hi havia dos o més.

### Piràmide de població
La piràmide de població per edats i sexe el 2009 era:
| Homes | Edats   | Dones |
| ----- | ------- | ----- |
| 0     | 95 o +  | 0     |
| 0     | 90 a 94 | 0     |
| 4     | 85 a 89 | 0     |
| 0     | 80 a 84 | 0     |
| 4     | 75 a 79 | 20    |
| 4     | 70 a 74 | 4     |
| 4     | 65 a 69 | 0     |
| 4     | 60 a 64 | 8     |
| 0     | 55 a 59 | 4     |
| 8     | 50 a 54 | 8     |
| 16    | 45 a 49 | 0     |
| 16    | 40 a 44 | 20    |
| 16    | 35 a 39 | 8     |
| 8     | 30 a 34 | 8     |
| 16    | 25 a 29 | 8     |
| 12    | 20 a 24 | 12    |
| 20    | 15 a 19 | 4     |
| 8     | 10 a 14 | 4     |
| 4     | 5 a 9   | 8     |
| 8     | 0 a 4   | 8     |

## Economia
El 2007 la població en edat de treballar era de 165 persones, 105 eren actives i 60 eren inactives. De les 105 persones actives 84 estaven ocupades (54 homes i 30 dones) i 21 estaven aturades (9 homes i 12 dones). De les 60 persones inactives 17 estaven jubilades, 18 estaven estudiant i 25 estaven classificades com a «altres inactius».

### Ingressos
El 2009 a Allarmont hi havia 106 unitats fiscals que integraven 249 persones, la mediana anual d'ingressos fiscals per persona era de 14.736 €.

### Activitats econòmiques
Dels 18 establiments que hi havia el 2007, 1 era d'una empresa alimentària, 1 d'una empresa de fabricació d'altres productes industrials, 6 d'empreses de construcció, 2 d'empreses de comerç i reparació d'automòbils, 2 d'empreses de transport, 3 d'empreses d'hostatgeria i restauració, 1 d'una empresa d'informació i comunicació, 1 d'una empresa immobiliària i 1 d'una empresa de serveis.
Dels 9 establiments de servei als particulars que hi havia el 2009, 1 era una oficina de correu, 2 paletes, 4 lampisteries i 2 restaurants.
Dels 2 establiments comercials que hi havia el 2009, 1 era una botiga de més de 120 m² i 1 una botiga de menys de 120 m².

## Equipaments sanitaris i escolars
El 2009 hi havia una escola maternal integrada dins d'un grup escolar amb les comunes properes formant una escola dispersa.

## Poblacions més properes
El següent diagrama mostra les poblacions més properes.